# Les Petits Chanteurs de Passy

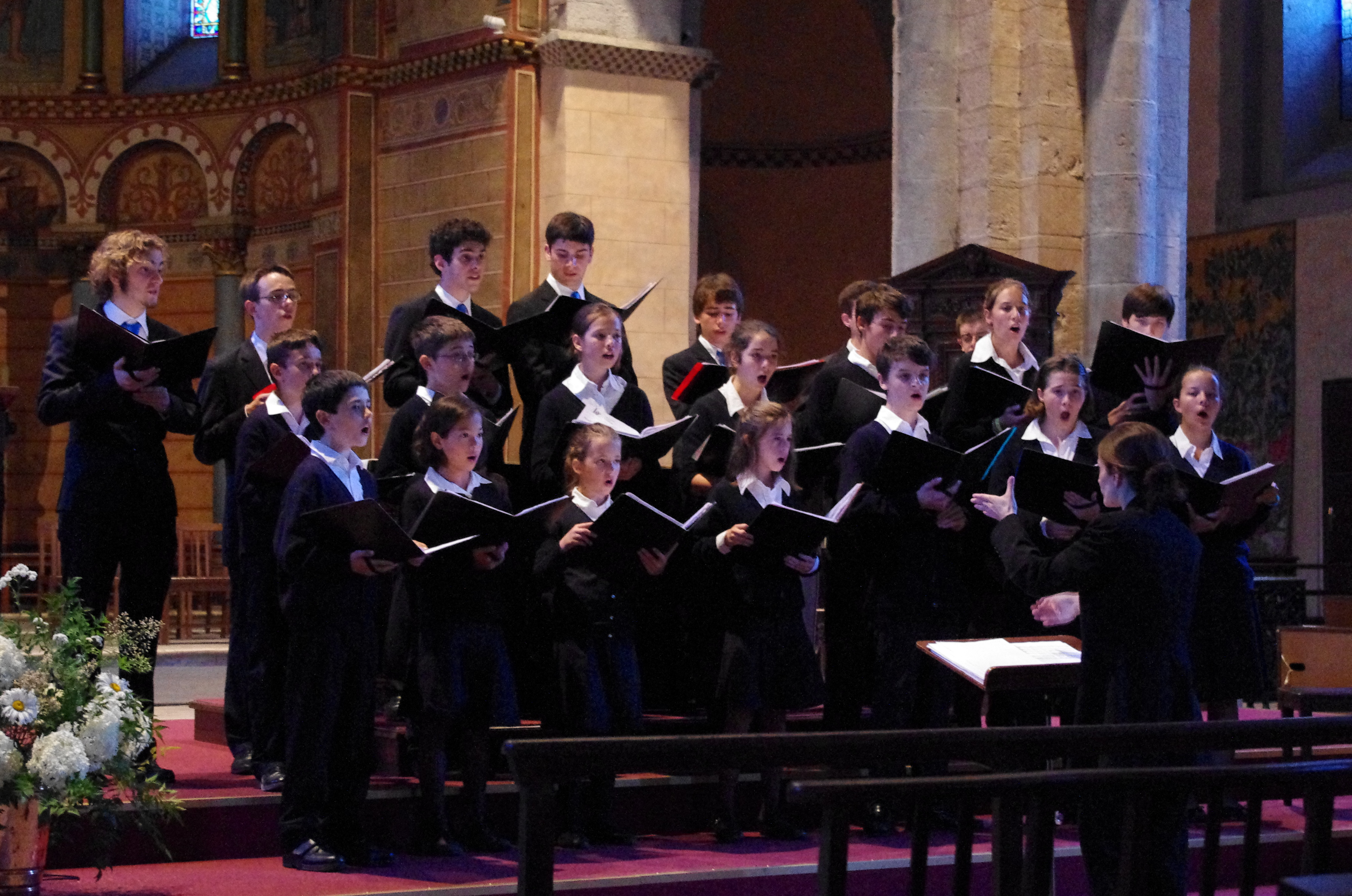
Petits Chanteurs de Passy w 2010 r.

Les Petits Chanteurs de Passy – francuski chór dziecięco-młodzieżowy (manécanterie) z Paryża, specjalizujący się w klasycznym repertuarze sakralnym i świeckim. Zespół został założony w 1956 r. pod nazwą Petits Chanteurs de Saint-Jean de Passy. Członek federacji Pueri Cantores.
Początkowo był chórem szkolnym, założonym i kierowanym przez André Revaux w paryskim liceum Saint-Jean de Passy. Obecnie jego dyrygentem jest Astrid Delaunay, którą wspomaga profesor emisji głosu Gisèle Fixe, uczennica Elisabeth Schwarzkopf.

## Obecna działalność
Od 2000 roku Les Petits Chanteurs de Passy są chórem mieszanym. Skupia dzieci i młodzież w wieku od 8 do 25 lat.
W latach 2009–2010 chórzyści uczestniczyli w inscenizacji opery Der Mond Carla Orffa w paryskiej Operze-Bastille w reżyserii Charlotte Nessi. Chętnie śpiewają na imprezach charytatywnych czy w domach opieki.
Rokrocznie w lipcu chór wyjeżdża na dwutygodniowe tournée we Francji lub za granicą.

## Dyskografia
- Palestrina: Missa Brevis & Impropères, 1992.
- Heureux d'être petits chanteurs (wraz z Petits Chanteurs de Saint Laurent), 2001.
- Bach & Schütz, 2007.
- Salve !, 2011.
- Polonia 2013, 2013. (mini-album)